# Jemielno (gmina)

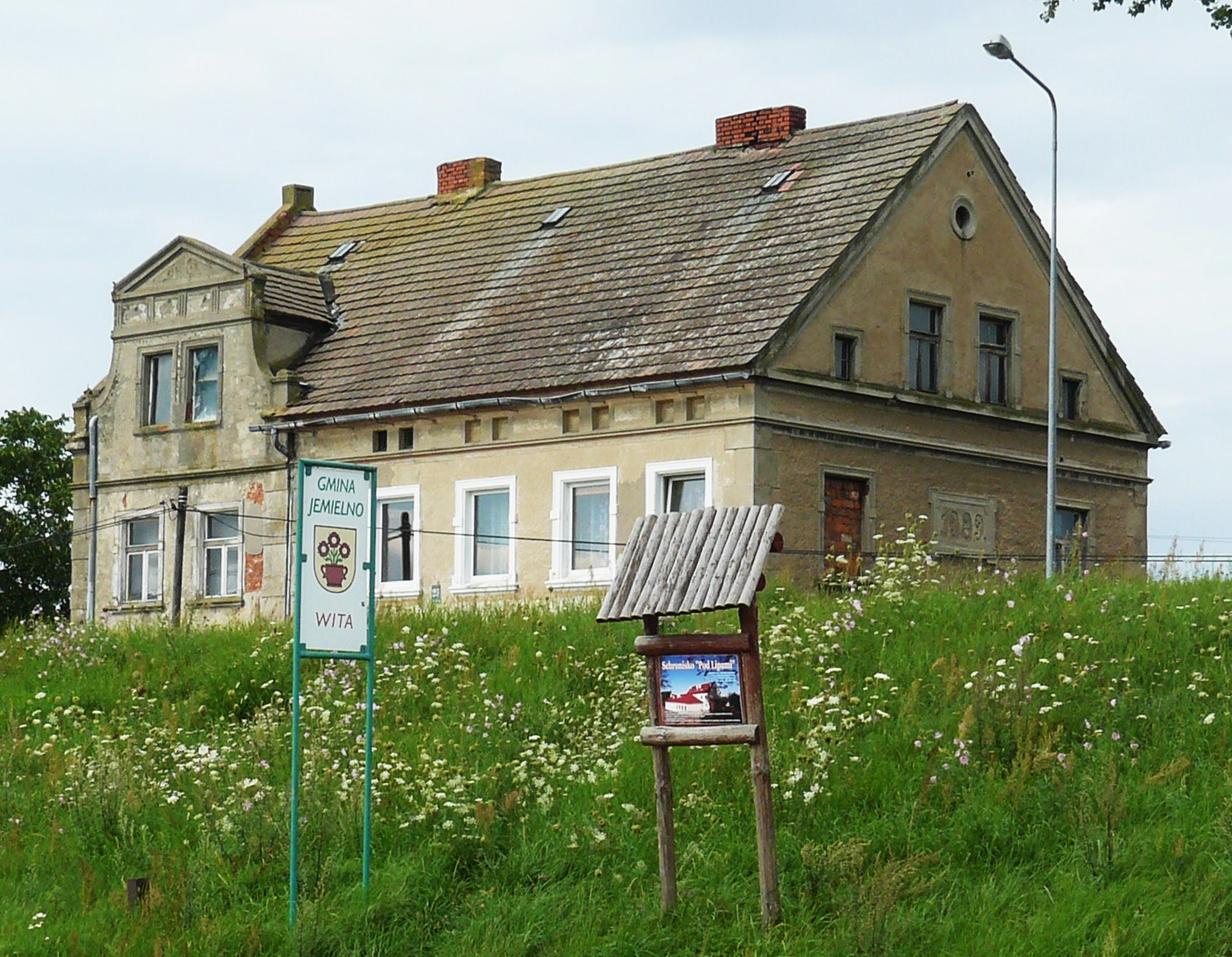
Tablica Gmina Jemielno wita przy dawnym promie w Ciechanowie

Jemielno (do 1954 gmina Luboszyce + gminy Psary) – gmina wiejska w województwie dolnośląskim, w powiecie górowskim. W latach 1975–1998 gmina położona była w województwie leszczyńskim.
Siedziba władz gminy to Jemielno.
Według danych z 31 grudnia 2015 gminę zamieszkiwało 3130 osób. Natomiast według danych z 30 czerwca 2020 roku gminę zamieszkiwało 2971 osób.

## Struktura powierzchni
Według danych z roku 2002 gmina Jemielno ma obszar 123,8 km², w tym:
- użytki rolne: 46%
- użytki leśne: 41%

Gmina stanowi 16,77% powierzchni powiatu.

## Demografia
Dane z 30 czerwca 2004:
| Opis                              | Ogółem | Ogółem | Kobiety | Kobiety | Mężczyźni | Mężczyźni |
| --------------------------------- | ------ | ------ | ------- | ------- | --------- | --------- |
| jednostka                         | osób   | %      | osób    | %       | osób      | %         |
| populacja                         | 3099   | 100    | 1587    | 51,2    | 1512      | 48,8      |
| gęstość zaludnienia (mieszk./km²) | 25     | 25     | 12,8    | 12,8    | 12,2      | 12,2      |

- Piramida wieku mieszkańców gminy Jemielno w 2014 roku[5].

## Sołectwa
Bieliszów, Chorągwice, Ciechanów, Cieszyny, Daszów, Irządze, Jemielno, Kietlów, Luboszyce, Luboszyce Małe, Lubów, Łęczyca, Osłowice, Piotrowice Małe, Piskorze, Psary, Smolne, Śleszów, Uszczonów, Zdziesławice.

## Miejscowości niesołeckie
Borki, Chobienia, Czeladź Mała, Gąsior, Majówka, Równa, Stanowice, Świerki, Zawiszów.

## Sąsiednie gminy
Góra, Niechlów, Rudna, Wąsosz, Wińsko